# Île Sturge
L'île Sturge est une des trois îles principales de l'archipel inhabité des îles Balleny, situé dans l'océan Antarctique. Elle se situe à 74 kilomètres au sud-est de l'île Buckle et à 313 km au nord-est de Knight Nunatak (en) sur le continent Antarctique. L'île fut découverte par John Balleny en 1839.
L'île est de forme allongée. Sa largeur est d'environ 12 km et sa longueur maximale est de 32 km, entre le cap Freeman au nord et le cap Smyth au sud.
Son point culminant, qui est aussi celui de l'archipel, est le Pic Brown, 1 524 m, un stratovolcan jamais encore escaladé. Il est situé dans le nord de l'île. Il fut découvert en février 1839 par John Balleny, qui le nomma d'après le nom de W. Brown, un des marchands qui aida Charles Enderby à monter l'expédition. Il fut localisé à nouveau en 1841 par le Capitaine James Ross qui le dénomma alors Russel ou Russel Peak.
Sa dernière éruption date de juin 2001.